# Elodes spinidens
Elodes spinidens es una especie de coleóptero de la familia Scirtidae.

## Distribución geográfica
Habita en Marruecos.